# طبقه‌بندی نامشخص
طبقه‌بندی نامشخص (به لاتین: Incertae sedis) زمانی در علم زیست‌شناسی در طبقه‌بندی علمی به کار می‌رود که رده، گونه، راسته یا … با موارد دیگر مشابهت خاصی نداشته باشد و طبقه‌بندی آن مورد مناقشه باشد و آن را جز طبقه نامشخص قرار می‌دهند.